# Electrocardiografia

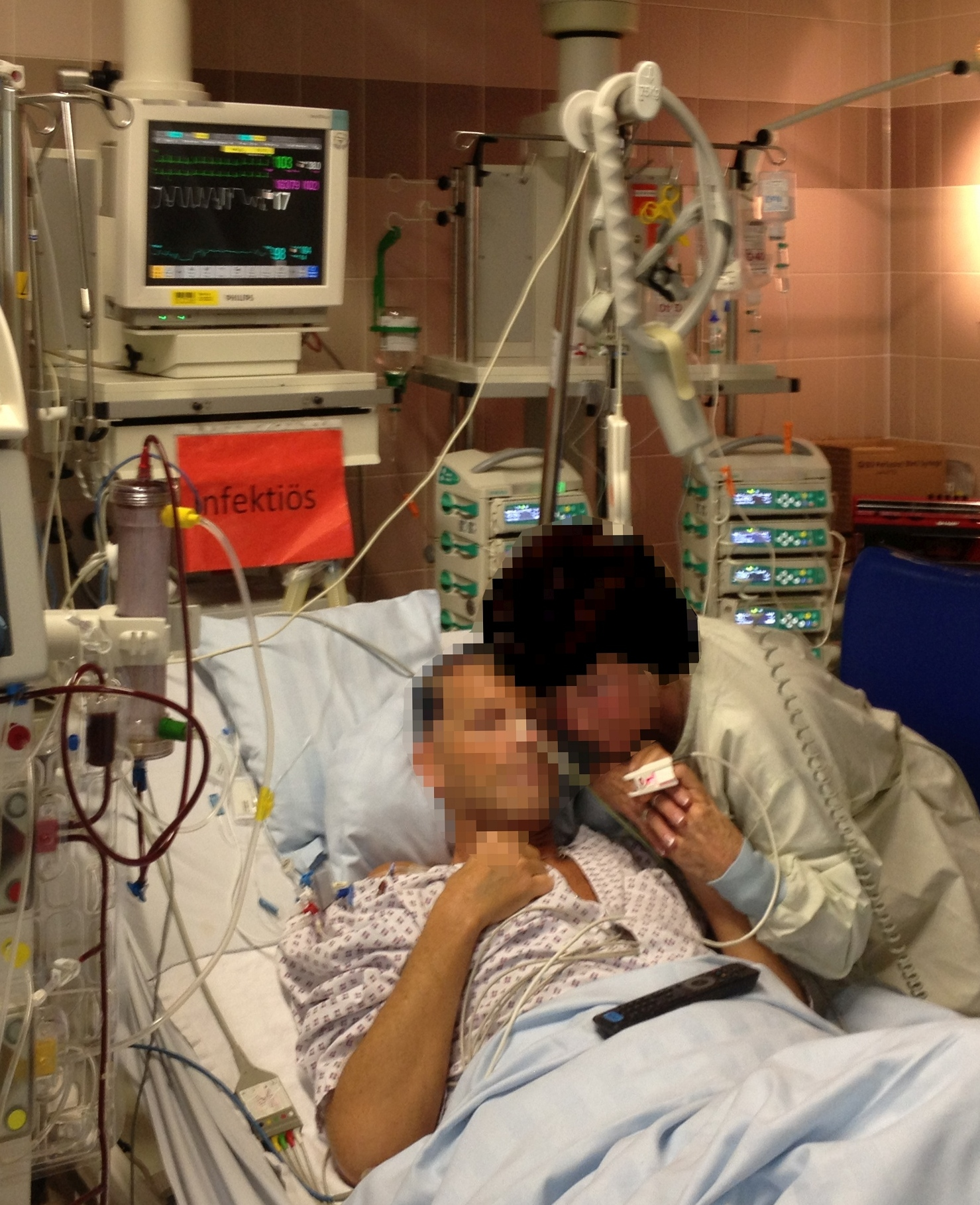
Ús del monitoratge en temps real del cor en una unitat de cures intensives d'un hospital alemany (2015), la pantalla de monitoratge a sobre del pacient mostra un electrocardiograma i diversos valors de paràmetres del cor com la freqüència cardíaca i la pressió arterial

L'electrocardiografia és el procés de producció d'un electrocardiograma (ECG o EKG), un registre de l'activitat elèctrica del cor mitjançant cicles cardíacs repetits. És un electrograma del cor que és un gràfic de voltatge en funció del temps de l'activitat elèctrica del cor mitjançant elèctrodes col·locats a la pell. Aquests elèctrodes detecten els petits canvis elèctrics que són conseqüència de la despolarització del múscul cardíac seguit d'una repolarització durant cada cicle cardíac (batec del cor). Els canvis en el patró ECG normal es produeixen en nombroses anomalies cardíaques, com ara:
- Trastorns del ritme cardíac (com ara fibril·lació auricular[3] i taquicàrdia ventricular[4]),
- Flux sanguini inadequat de l'artèria coronària (com la isquèmia de miocardi[5] i l'infart de miocardi[6]),

- i alteracions dels electròlits, com la hipopotassèmia.[7]

Tradicionalment, "ECG" sol significar un ECG de 12 derivacions realitzat mentre el pacient està ajagut, com s'explica a continuació. Tanmateix, altres dispositius poden registrar l'activitat elèctrica del cor com un monitor Holter però també alguns models de rellotges intel·ligents són capaços de gravar un ECG. Els senyals d'ECG es poden gravar en altres contextos amb altres dispositius.
En un ECG convencional de 12 derivacions, es col·loquen deu elèctrodes a les extremitats del pacient i a la superfície del tòrax. Aleshores es mesura la magnitud global del potencial elèctric del cor des de dotze angles diferents ("conductes") i es registra durant un període (normalment deu segons). D'aquesta manera, la magnitud global i la direcció de la despolarització elèctrica del cor es capta en cada moment al llarg del cicle cardíac.
Hi ha tres components principals per a un ECG:
- L'ona P, que representa la despolarització de les aurícules.
- El complex QRS, que representa la despolarització dels ventricles.
- L'ona T, que representa la repolarització dels ventricles.

Durant cada batec del cor, un cor sa té una progressió ordenada de despolarització que comença amb els marcapassos cardíacs al node sinusual, s'estén per l'aurícula i passa pel nòdul auriculoventricular cap al feix de His i cap a les fibres de Purkinje, estenent-se cap avall i cap a l'esquerra per tots els ventricles. Aquest patró ordenat de despolarització dona lloc al traçat ECG característic. Un ECG transmet una gran quantitat d'informació sobre l'estructura del cor i la funció del seu sistema de conducció elèctrica. Entre altres coses, es pot utilitzar un ECG per mesurar la freqüència i el ritme dels batecs del cor, la mida i la posició de les cambres del cor, la presència de qualsevol dany a les cèl·lules musculars del cor o al sistema de conducció, els efectes dels fàrmacs cardíacs i la funció de marcapassos artificials implantats.

## Usos mèdics

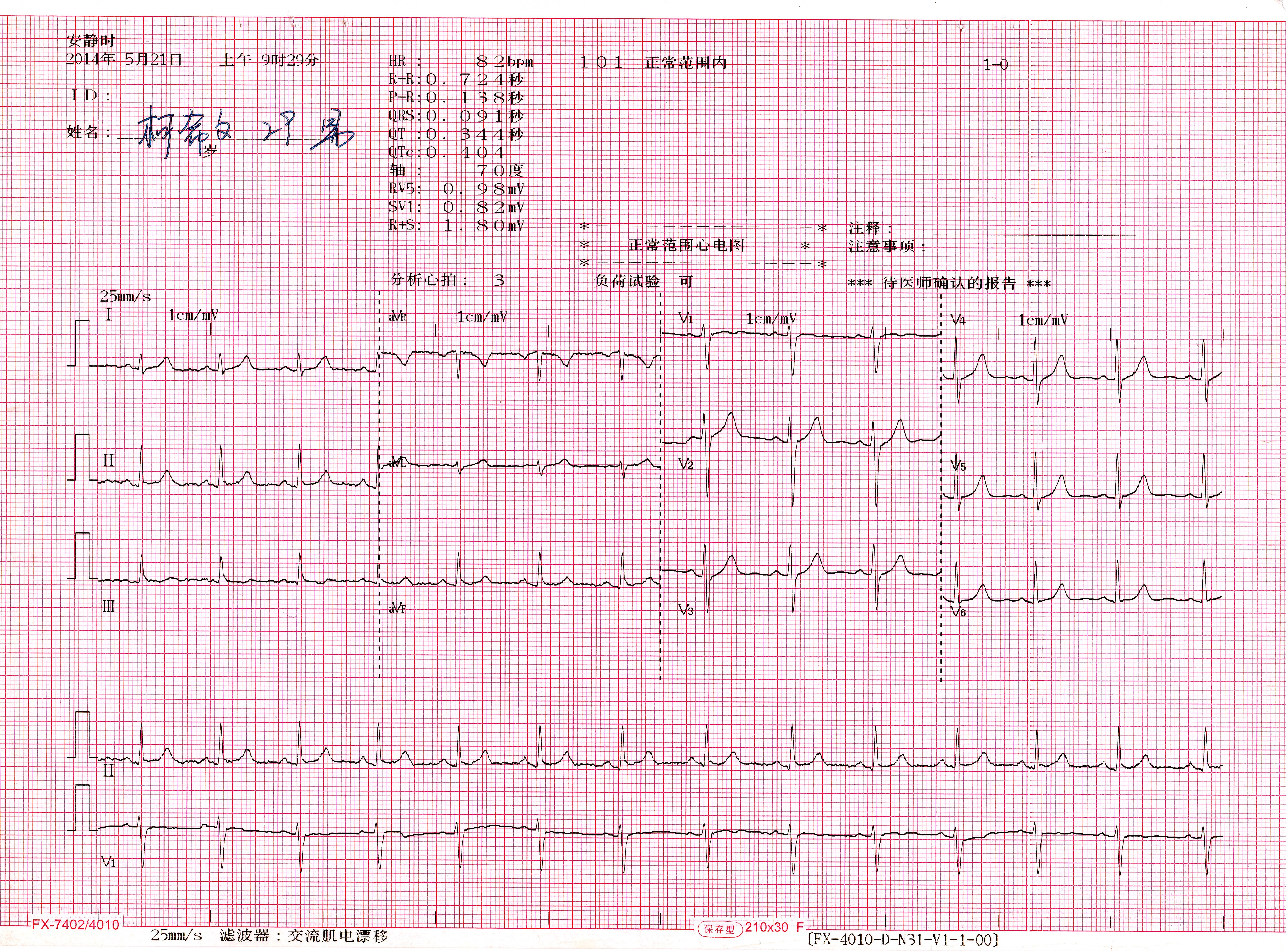
ECG normal de 12 derivacions

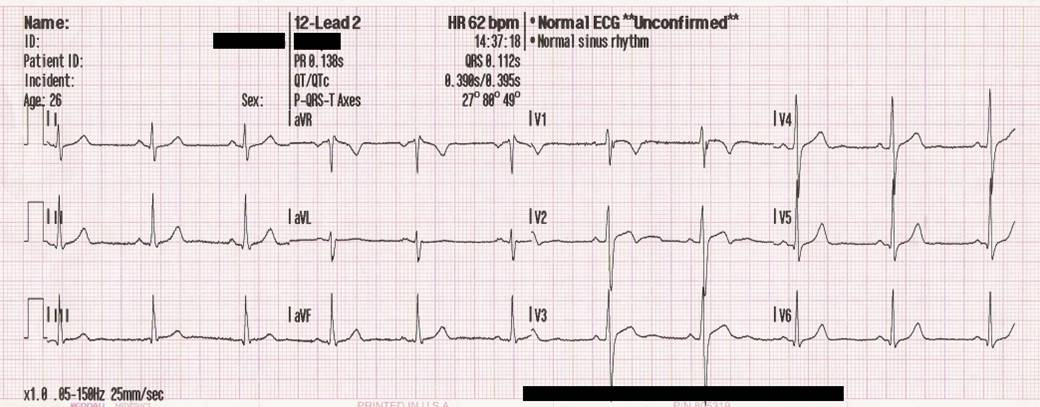
Un ECG de 12 derivacions d'un home de 26 anys amb un blocatge de branca dreta incomplet (RBBB)

L'objectiu general de fer un ECG és obtenir informació sobre el funcionament elèctric del cor. Els usos mèdics d'aquesta informació són variats i sovint s'han de combinar amb el coneixement de l'estructura del cor i els signes d'exploració física per interpretar. Algunes indicacions per realitzar un ECG inclouen les següents:
- Dolor al pit o sospita d'infart de miocardi (atac de cor), com ara infart de miocardi amb ST elevat (STEMI)[12] o infart de miocardi sense ST elevat (NSTEMI[13]
- Símptomes com ara dificultat per respirar, buf cardíac,[14] desmais, convulsions o arrítmies, incloent palpitacions noves o seguiment d'arrítmies cardíaques conegudes
- Monitoratge de la medicació (p. ex., prolongació del QT induïda per fàrmacs, toxicitat per digoxina) i gestió de la sobredosi (p. ex., sobredosi tricíclica)
- Anormalitats dels electròlits, com la hiperpotassèmia
- Monitoratge perioperatòria en la qual hi ha qualsevol forma d'anestèsia (p. ex., atenció anestèsica monitoritzada, anestèsia general). Inclou l'avaluació preoperatòria i el seguiment intraoperatori i postoperatori.
- Prova d'estrès cardíac
- Angiografia per tomografia computada (CTA) i angiografia per ressonància magnètica (MRA) del cor (l'ECG s'utilitza per aconseguir que la posició anatòmica del cor sigui estable)
- Electrofisiologia cardíaca clínica, en la qual s'introdueix un catèter a través de la vena femoral i pot tenir diversos elèctrodes al llarg de la seva longitud per registrar la direcció de l'activitat elèctrica des del cor.

Els ECG es poden enregistrar com a traçats breus intermitents o com a monitoratge continu d'ECG. El monitoratge continu s'utilitza per a pacients crítics, pacients sotmesos a anestèsia general i pacients que tenen una arrítmia cardíaca poc freqüent que és poc probable que es veuria en un ECG convencional de deu segons. El monitoratge continu es pot dur a terme mitjançant monitors Holter, desfibril·ladors i marcapassos interns i externs i/o biotelemetria.

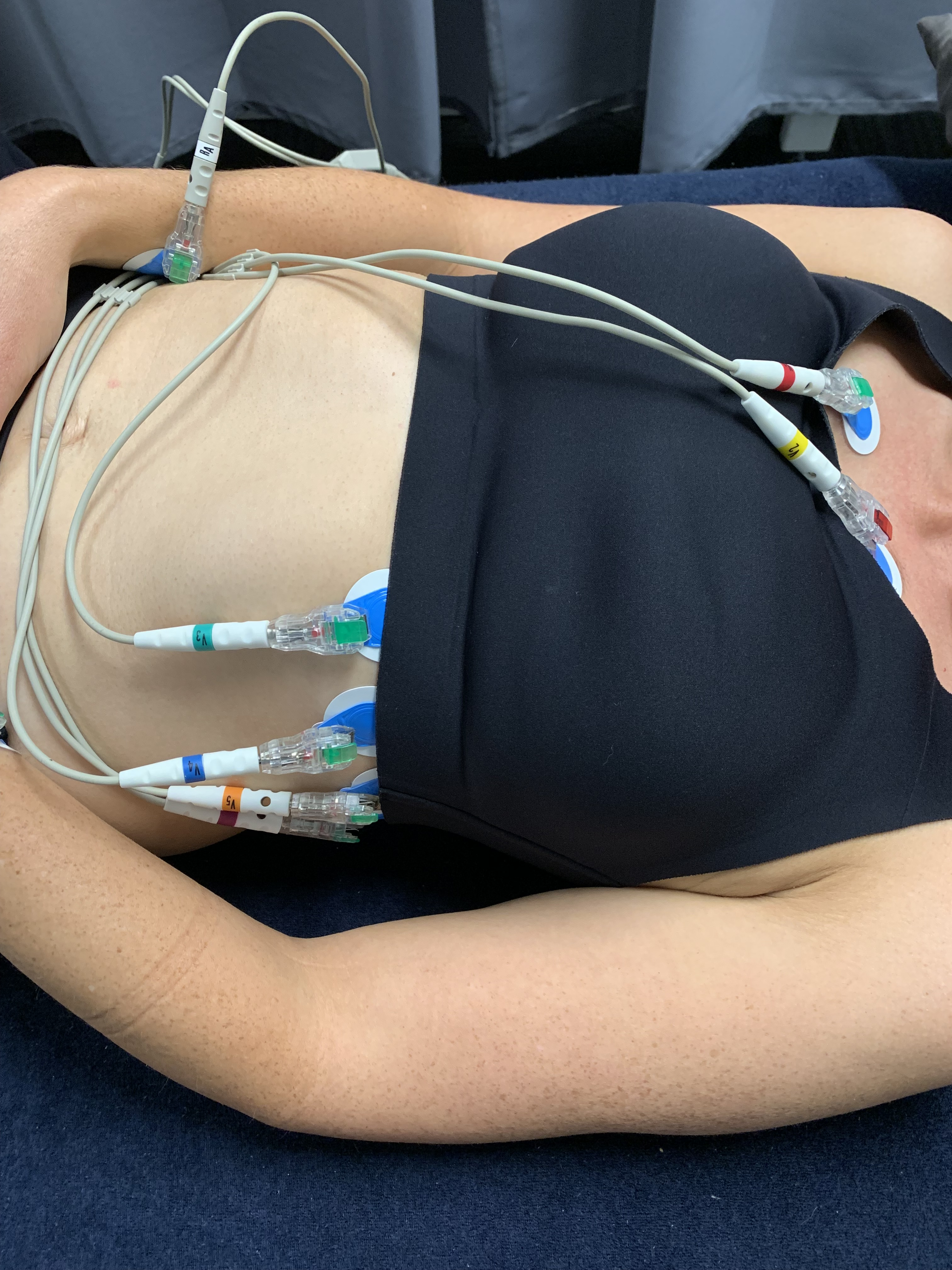
Pacient sotmès a un ECG

Per als adults, l'evidència no admet l'ús d'ECG entre aquells sense símptomes o amb baix risc de malaltia cardiovascular com a esforç de prevenció. Això es deu al fet que un ECG pot indicar falsament l'existència d'un problema, donant lloc a un diagnòstic erroni, la recomanació de procediments invasius i un tractament excessiu. No obstant això, a les persones que tenen determinades ocupacions crítiques, com ara els pilots d'aeronaus, se'ls pot obligar a fer un ECG com a part de les seves avaluacions de salut rutinàries. El cribratge de miocardiopatia hipertròfica també es pot considerar en adolescents com a part d'un exercici físic esportiu per preocupació per la mort cardíaca sobtada.

## Història

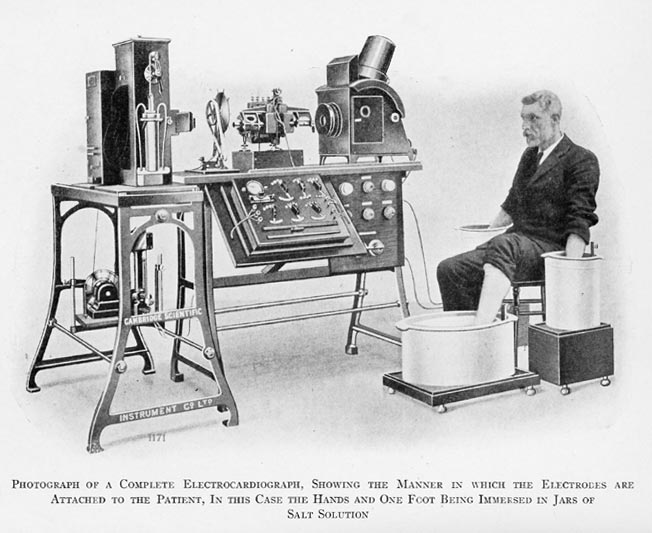
Un primerenc dispositiu comercial d'ECG (1911)

ECG de 1957

- El 1872, es diu que Alexander Muirhead va connectar cables al canell d'un pacient amb febre per obtenir un registre electrònic del batec del seu cor.[22]
- El 1882, John Burdon-Sanderson que treballava amb granotes, va ser el primer a apreciar que l'interval entre les variacions de potencial no era elèctricament quiescent i va encunyar el terme "interval isoelèctric" per a aquest període.[23]
- El 1887, Augustus Waller[24] va inventar una màquina d'ECG que consistia en un electròmetre capil·lar de Lippmann fixat a un projector. El rastre del batec del cor es va projectar sobre una placa fotogràfica que es va fixar a un tren de joguina. Això va permetre registrar un batec del cor en temps real.
- El 1895, Willem Einthoven va assignar les lletres P, Q, R, S i T a les deflexions de la forma d'ona teòrica que va crear mitjançant equacions que corregeixen la forma d'ona real obtinguda per l'electròmetre capil·lar per compensar la imprecisió d'aquest instrument. L'ús de lletres diferents de A, B, C i D (les lletres utilitzades per a la forma d'ona de l'electròmetre capil·lar) va facilitar la comparació quan es dibuixaven les línies sense corregir i corregir en el mateix gràfic.[25] Einthoven probablement va escollir com a lletra inicial la P per seguir l'exemple de Descartes en geometria.[25] Quan es va obtenir una forma d'ona més precisa mitjançant el galvanòmetre de corda, que coincideix amb la forma d'ona corregida de l'electròmetre capil·lar, va continuar utilitzant les lletres P, Q, R, S i T,[25] i aquestes lletres encara s'usen avui dia. Einthoven també va descriure les característiques electrocardiogràfiques d'una sèrie de trastorns cardiovasculars.
- El 1897, el galvanòmetre de corda va ser inventat per l'enginyer francès Clément Ader.[26]
- El 1901, Einthoven, treballant a Leiden, Països Baixos, va fer servir el galvanòmetre de corda: el primer ECG pràctic.[27] Aquest dispositiu era molt més sensible que l'electròmetre capil·lar que va utilitzar Waller.
- El 1924, Einthoven va rebre el Premi Nobel de Medicina pel seu treball pioner en el desenvolupament de l'ECG.[28]
- El 1927, General Electric havia desenvolupat un aparell portàtil que podia produir electrocardiogrames sense emprar el galvanòmetre de corda. Aquest dispositiu, en canvi, combinava tubs amplificadors similars als fets servir en una ràdio amb una làmpada interna i un mirall mòbil que dirigia el traçat dels polsos elèctrics a la pel·lícula.[29]
- El 1937, Taro Takemi va inventar una nova màquina electrocardiògrafica portàtil.[30]
- El 1942, Emanuel Goldberger augmenta el voltatge dels cables unipolars de Wilson en un 50% i crea els cables augmentats de les extremitats aVR, aVL i aVF. Quan s'afegeixen les tres derivacions de les extremitats d'Einthoven i les sis derivacions del pit, s'arriba a l'electrocardiograma de 12 derivacions que s'utilitza des del segle xx.[31]
- A finals de la dècada de 1940, Rune Elmqvist va inventar una impressora d'injecció de tinta que implicava rajos prims de tinta desviats pels potencials elèctrics del cor, amb bona resposta en freqüència i enregistrament directe de l'ECG en paper. El dispositiu, anomenat Mingograf, va ser venut per Siemens Elema fins a la dècada de 1990.[32]

### Etimologia
La paraula deriva del grec electro, que significa relacionat amb l'activitat elèctrica; kardia, que significa cor; i gràfic, que significa "escriure".